# Orthosia semigothica
Orthosia semigothica là một loài bướm đêm trong họ Noctuidae.